# Direito religioso
O direito religioso é um ramo do direito que se dedica ao estudo das organizações religiosas e suas interações, abrangendo tanto aspectos internos (eclesiásticos) quanto as relações entre essas instituições e o Estado. No Brasil, a Constituição Federal de 1988 assegura, no artigo 5º, inciso VI, a inviolabilidade da liberdade de consciência e de crença, garantindo o livre exercício dos cultos religiosos e protegendo os locais de culto e suas liturgias.
Em diversas tradições religiosas, a lei pode ser compreendida como um princípio fundamental que ordena a realidade, sendo vista como conhecimento revelado por uma divindade que regula as relações humanas. No contexto religioso, a lei também engloba códigos de ética e moralidade exigidos pelos respectivos sistemas de crença. Exemplos incluem a Halacá (lei judaica), a lei hindu e, em certos aspectos, a Sharia (lei islâmica). No entanto, o Direito Religioso não se limita a esses sistemas, pois abrange questões que envolvem a relação entre religiões e o Estado, assim como a proteção das organizações religiosas contra arbitrariedades de indivíduos ou da administração pública.
O Brasil adota um modelo de Estado laico, no qual há separação entre religião e governo, mas com possibilidade de cooperação entre o poder público e instituições religiosas em temas de interesse comum, como assistência social e educação. O Direito Religioso, nesse contexto, tem o papel de fornecer diretrizes para a organização e funcionamento das instituições religiosas, bem como garantir a liberdade de crença e culto dentro dos limites do ordenamento jurídico nacional.

## Modelos Históricos de Relação entre Religiões e o Estado
Conforme apontam estudiosos do tema, há diversas formas de relação entre religião e Estado. Não é correto supor que apenas o Cristianismo tenha estabelecido relações confessionais com determinados governos. Historicamente, observa-se a existência de modelos que vão desde o Estado teocrático até o Estado laico.
A doutrina jurídica classifica essas relações em diferentes sistemas. No Estado Teocrático, há uma fusão entre religião e governo, sendo as ações estatais subordinadas à fé predominante. O poder é exercido por líderes religiosos, que também ocupam funções de governo. Exemplos desse modelo incluem o Vaticano, o Afeganistão, o Paquistão, a Mauritânia e a Arábia Saudita.
Por outro lado, há os Estados Seculares, onde ocorre uma separação entre Igreja e Estado. Esse conceito não deve ser confundido com o de Estado Ateu, que se caracteriza pela oposição ao exercício religioso e pode vedar até mesmo a assistência religiosa.
No Brasil, o modelo adotado é o de Estado laico cooperativo, onde há separação formal entre Igreja e Estado, mas possibilidade de colaboração em questões sociais, como educação e assistência humanitária.

## Estado laico colaborativo - modelo brasileiro de laicidade
Estudos sobre o modelo brasileiro de laicidade indicam que ele se caracteriza por um sistema de separação entre Estado e religião, ao mesmo tempo em que permite a cooperação em temas de interesse público. De acordo com Vieira e Regina, o Estado brasileiro assegura a liberdade religiosa, garantindo tanto o direito ao exercício da confissão de fé quanto a liberdade de não professar nenhuma religião (ateísmo).
No livro Direito Religioso: Questões Práticas e Teóricas, os autores argumentam que o Brasil adota "um sistema laico de organização estatal benevolente e colaborativo ao fenômeno religioso, pois reconhece sua relevância nuclear para o Estado Democrático de Direito, para os valores que persegue e, sobretudo, que não possui competência para atuar nesta esfera". Além disso, o modelo de laicidade brasileiro prevê a garantia de assistência religiosa em instituições como hospitais e presídios, conforme assegurado pela Constituição Federal de 1988.